# رازبورا
رازبوراها یا راسبوراها (به انگلیسی: Rasbora) یک سرده از ماهی‌ها و از خانواده کپورماهیان است. آنها بومی زیستگاه‌های آب شیرین در جنوب و جنوب شرق آسیا و همچنین جنوب شرقی چین هستند. یک گونه منفرد، به نام رازبورای گرلاچی، تنها گونه قدیمی شناخته شده‌است که ظاهراً خاستگاه آن آفریقا و کشور کامرون است، اما در این خصوص نظری قطعی وجود ندارد. اندازه آنها کوچک و حداکثر تا ۱۷ سانتیمتر (۶٫۷ اینچ) رشد می‌کنند، اگرچه اندازه بیشتر گونه‌ها از ۱۰ سانتیمتر (۴ اینچ) تجاوز نمی‌کند. بسیاری از آنها یک نوار افقی تیره دارند.
چندین گونه از رازبوراها در آکواریوم نگهداری می‌شوند. نام رازبورا به عنوان یک نام عمومی برای بسیاری از گونه‌های رازبوراها به کار می‌رود مانند رازبورای دم‌قرمز، رازبورای اسپی، رازبورای دم‌قیچی، رازبورای خال‌چشمی، رازبورای رنگی‌پوش و رازبورای درخشان.

## گونه‌ها

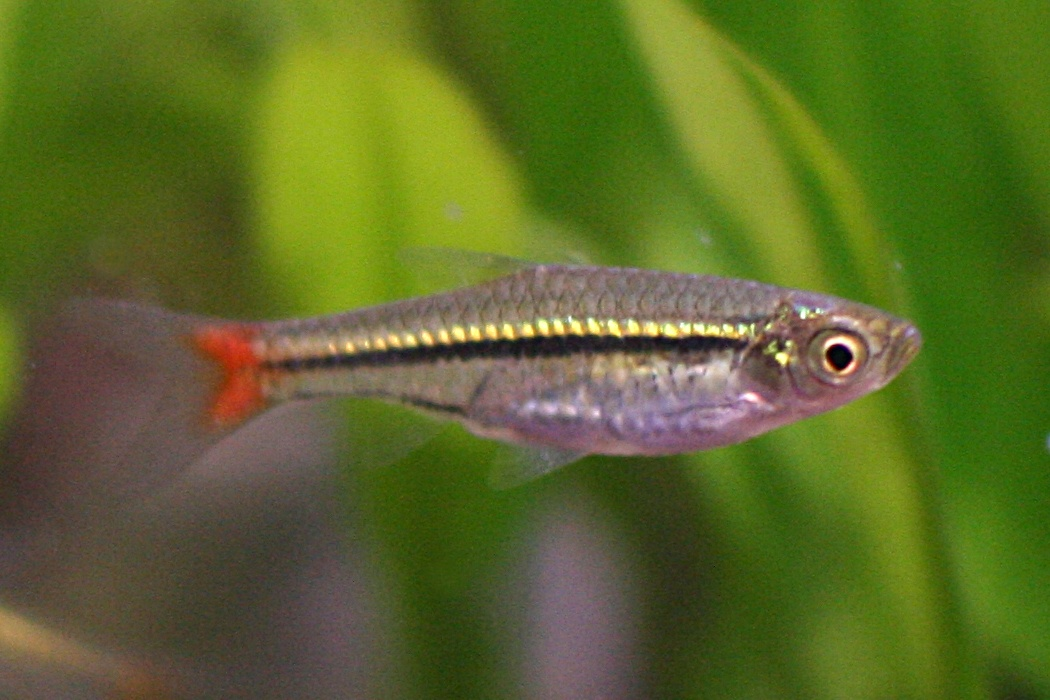
رازبورای دم‌قرمز

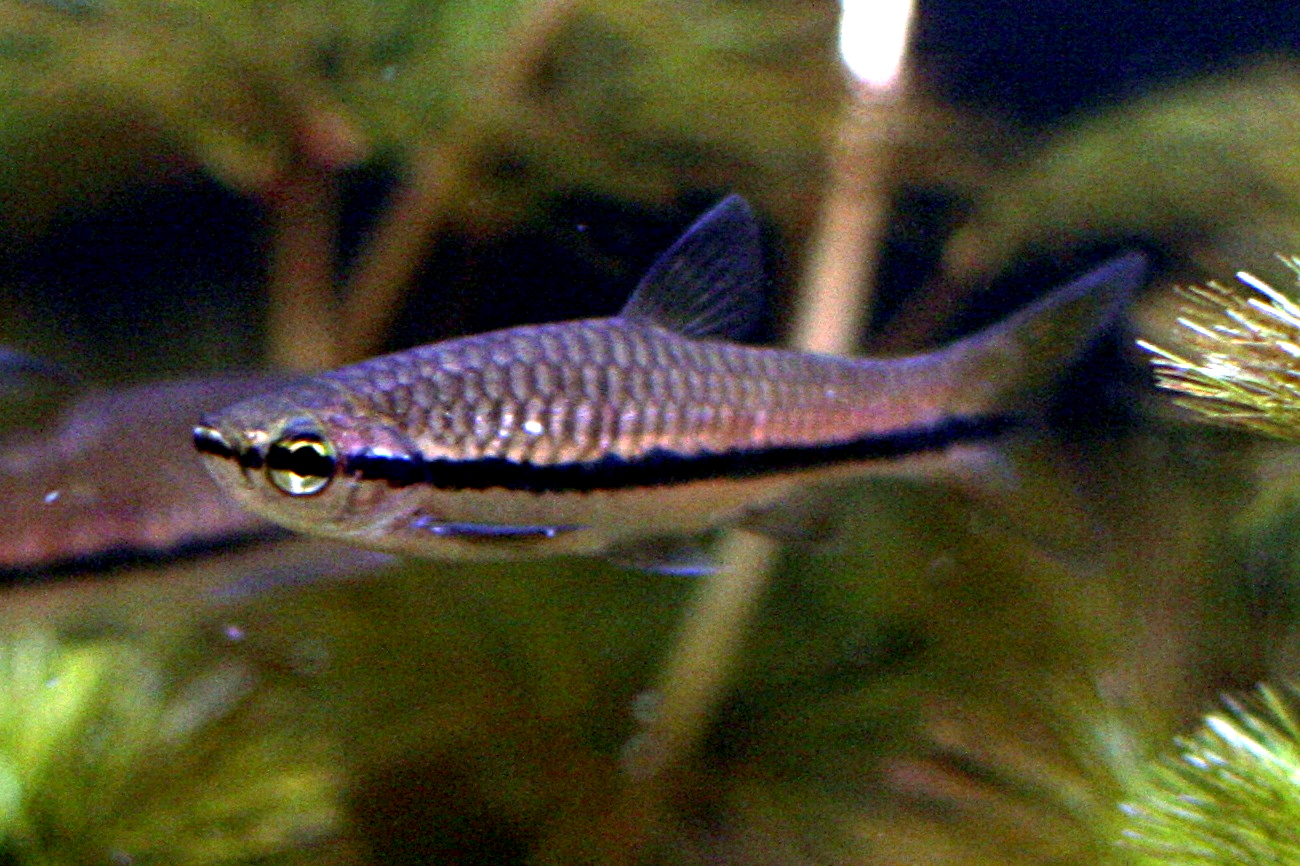
Rasbora einthovenii

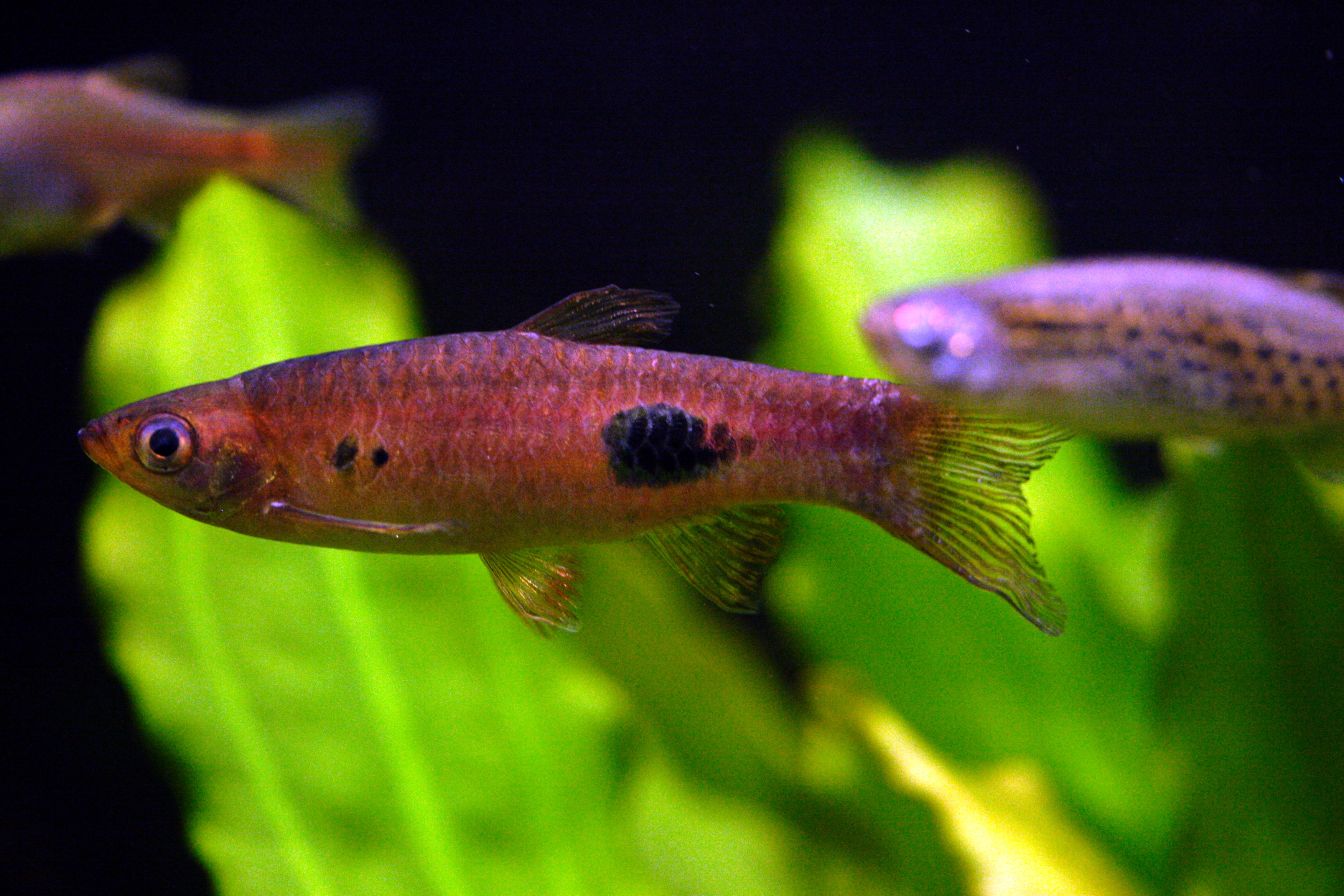
رازبورای کالوکروما

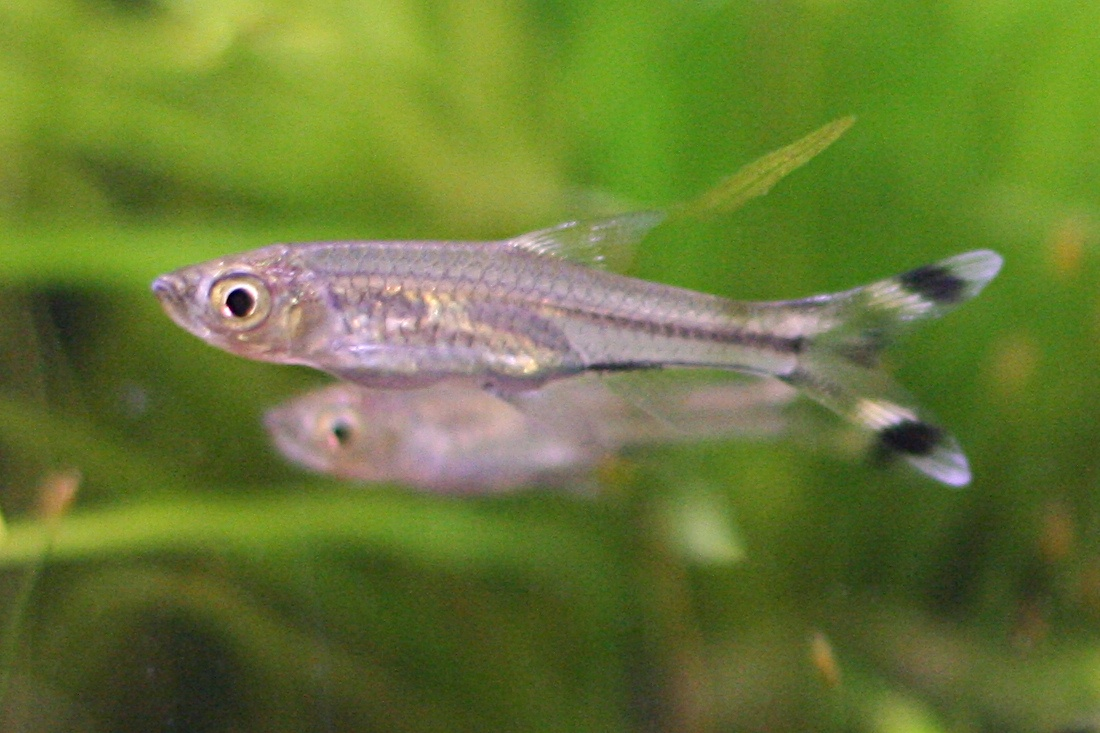
Rasbora trilineata

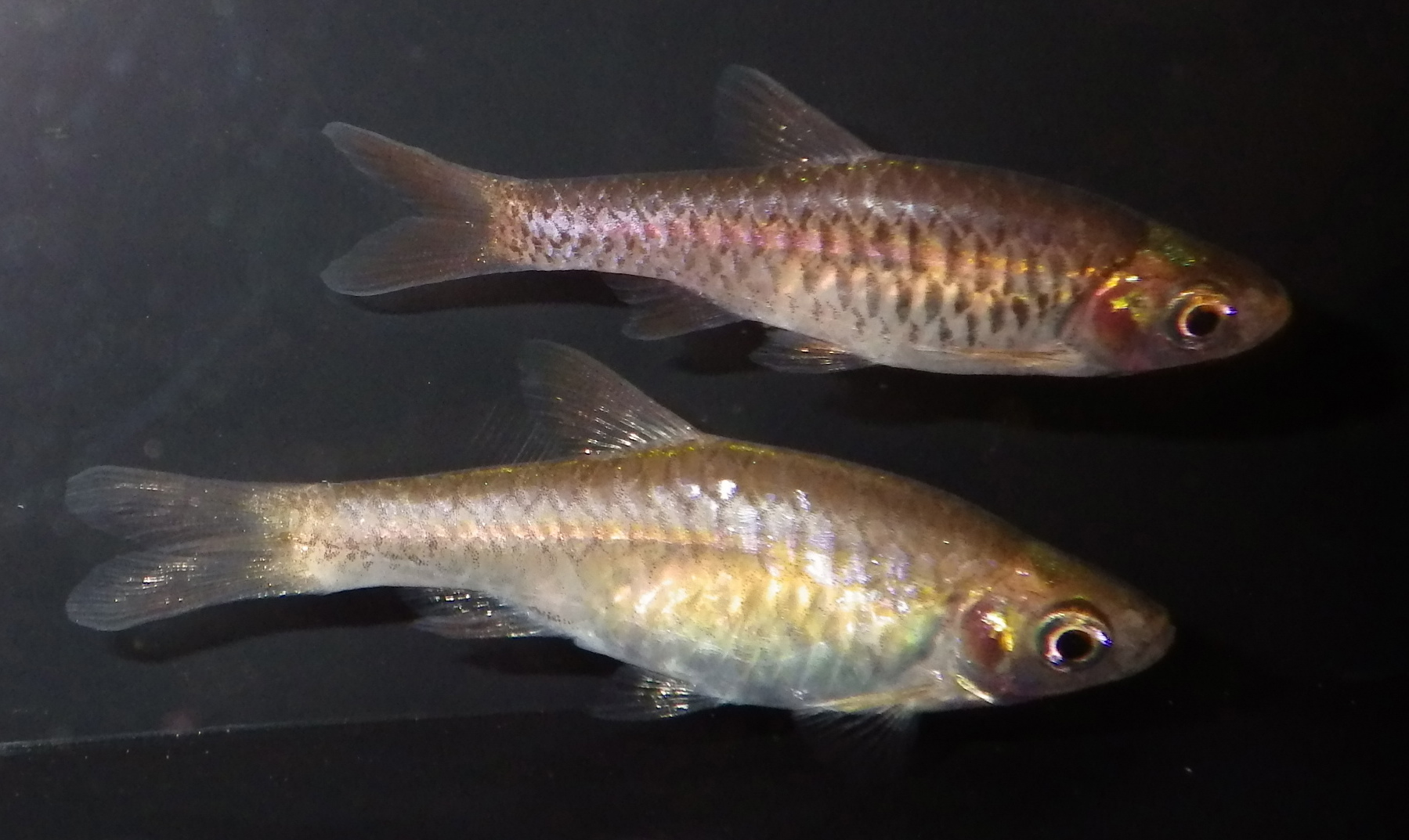
Rasbora vulcanus

به استناد پایگاه داده ماهی، ۸۴ گونه شناخته‌شده در این سرده هستند. البته این تا حدی با فهرست کاتالوگ ماهی‌ها متفاوت است. برخی دیگر (که در زیر فهرست نشده‌اند) به عنوان گونه‌های معتبر شناخته می‌شوند.